# مسال دماغي
المسال الدماغي (بالإنجليزية: Cerebral aqueduct)‏ مسال الدماغ المتوسط أو مسال سلفيوس أو قناة سلفيوس هو قناة ضيقة تقع ضمن الدماغ المتوسط يصل البطين الثالث مع البطين الرابع للدماغ. إن انسداد هذه القناة يسبب مواه الرأس.

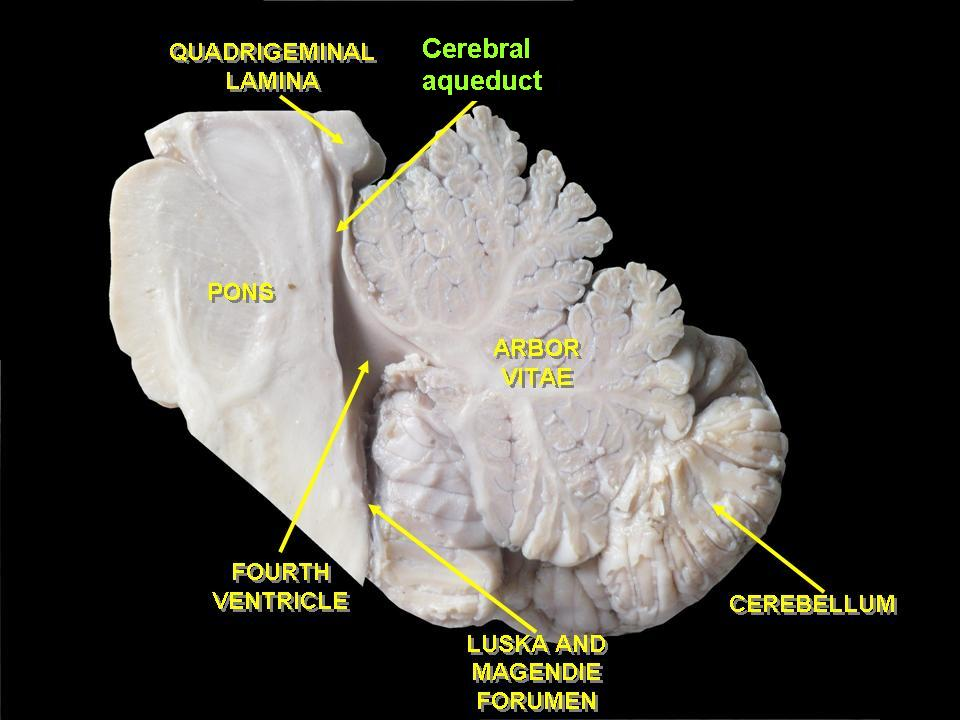
المسال الدماغي يأخذ اسم: Cerebral aqueduct (اضغط على الصورة لتكبيرها)